# Barry Atsma
Barry Atsma (Bromley, 29 de dezembro de 1972) é um ator holandês. Internacionalmente, ele é mais conhecido por seu trabalho no filme britânico Hector and the Search for Happiness de 2014 e na série de televisão britânica de 2018 The Split.

## Biografia
Barry Atsma nasceu em Londres. O seu pai trabalhava para a empresa anglo-holandesa Unilever. Passou parte da infância na Inglaterra, Grécia e Brasil, depois estudou na escola de artes de Utrecht. Ficou conhecido graças a um importante papel na série de televisão Rozengeur & Wodka Lime (2001-2005). Por sua atuação no filme Komt een vrouw bij de dokter (2009), recebeu dois prêmios de prestígio na Holanda, o Bezerro de Ouro e o prêmio Rembrandt. Ele aparece em vários filmes, na Holanda e no exterior.
Na televisão, atuou em 2017 na série Klem para o canal VARA, e em 2018 na série Bad Banks para a Arte.

## Vida pessoal
De 1994 a 2011, manteve um relacionamento com a atriz Izaira Kersten. Eles têm duas filhas juntas. Atualmente ele mantém um relacionamento com a atriz Noortje Herlaar, com quem tem duas filhas, Bobbi e Sam.

## Filmografia
| Ano  | Título                              | Papel                | Nota(s)        |
| ---- | ----------------------------------- | -------------------- | -------------- |
| 2002 | Rita Koeling                        | Freddy               | Curta-metragem |
| 2003 | Father's Affair                     |                      |                |
| 2004 | Le ciambelle                        | Gastheer             | Curta-metragem |
| 2004 | Bos Is Back                         | Triple W             |                |
| 2005 | Lepel                               | Max                  |                |
| 2006 | A Thousand Kisses                   | Barman               |                |
| 2006 | Night Run                           | Nijdam               |                |
| 2007 | Hotel Paradijs                      | Christiaan           | Curta-metragem |
| 2007 | HannaHannaH                         | Wim                  | Telefilme      |
| 2008 | Morrison krijgt een zusje           | Steven               |                |
| 2008 | One Day                             | Jos                  | Telefilme      |
| 2009 | Amsterdam                           | pedófilo             |                |
| 2009 | The Storm                           | Aldo                 |                |
| 2009 | Remains                             | Erik                 | Curta-metragem |
| 2009 | Stricken                            | Stijn                |                |
| 2010 | Two Eyes Staring                    | Paul                 |                |
| 2010 | Loft                                | Matthias Stevens     |                |
| 2012 | Taped                               | Johan                |                |
| 2012 | Quiz                                | Leo                  |                |
| 2013 | Miffy the Movie                     | Padre Bunny          | voz            |
| 2013 | Mannenharten                        | Dennis               |                |
| 2014 | Kenau                               | Wigbold Ripperda     |                |
| 2014 | Accused                             | Jaap van Hoensbroeck |                |
| 2014 | Göttliche Funken                    | Jan                  | Telefilme      |
| 2014 | Hector and the Search for Happiness | Michael              |                |
| 2014 | In Your Name                        | Ton                  |                |
| 2015 | Michiel de Ruyter                   | Johan de Witt        |                |
| 2015 | Begierde - Mord im Zeichen des Zen  | Richard Landen       | Telefilme      |
| 2015 | Zurich                              | Sven                 |                |
| 2015 | Mannenharten 2                      | Dennis               |                |
| 2016 | Siv sover vilse                     | Bastiaan             |                |
| 2016 | In My Father's Garden               | Hans Sievez          |                |
| 2017 | Die letzte Spur                     | Mark Reeve           | Telefilme      |
| 2017 | The Man with the Iron Heart         | Karl Hermann Frank   |                |
| 2017 | The Hitman's Bodyguard              | Moreno               |                |
| 2018 | The Resistance Banker               | Walraven van Hall    |                |
| 2020 | Engel                               | Padre Engel          |                |
| 2021 | Hitman's Wife's Bodyguard           | Moreno               |                |
| 2023 | Klem                                | Hugo Warmond         |                |